# Paràbola
|  | Aquest article tracta sobre el concepte geomètric. Vegeu-ne altres significats a «Paràbola (al·legoria)». |

La paràbola és el lloc geomètric format pel conjunt de punts que disten el mateix del focus que de la directriu

Una paràbola és una categoria de corba plana oberta amb un eix de simetria. Té una forma aproximada d'U quan s'orienta adequadament (resta una paràbola si és orientada de manera diferent).
Matemàticament la definició de paràbola es pot fer de diferents formes: 
- Una primera definició com a lloc geomètric, requereix considerar un punt anomenat focus i una línia recta que no passi per ell anomenada directriu. El conjunt de punts que són equidistants tant de la directriu com del focus forma la paràbola.[1][2]

- Una segona definició és com a secció cònica. La paràbola és la intersecció entre una superfície cònica i un pla paral·lel a un altre pla tangent a la superfície cònica. La paràbola forma part de la família de les còniques, que són les corbes resultants de les diferents interseccions entre una superfície cònica i un pla segons la seva posició mútua.
- Una tercera definició és algebraica. Una paràbola és el gràfic d'una funció quadràtica, per exemple y = x² ,

La línia perpendicular a la directriu que passa pel focus s'anomena eix de simetria. El punt de la paràbola que interseca l'eix de simetria s'anomena vèrtex, és el punt on la paràbola és més corvada. La distància entre el vèrtex i el focus, mesurat al llarg de l'eix de simetria, s'anomena distància focal.
Qualsevol paràbola pot ser reposicionada i escalada fins a fer-la coincidir exactament amb qualsevol altra paràbola.
El cos tridimensional obtingut girant una paràbola al voltant del seu eix s'anomena paraboloide.
Les paràboles i paraboloides tenen la propietat que, si estan fetes de material que reflecteix la llum, els raigs paral·lels a l'eix de simetria d'una paràbola en tocar el costat còncau es reflecteixen passant pel focus. Concentra doncs els raigs en un punt, aquesta propietat és la base de moltes aplicacions pràctiques per exemple telescopis o antenes.
També tenen la propietat inversa, és a dir, si se situa la font de llum en el focus, tots els raigs es reflecteixen paral·lelament a l'eix de simetria produint un feix de raigs paral·lels o col·limat. Aquesta propietat s'utilitza per exemple en els fars dels automòbils. Els mateixos efectes es produeixen amb so i altres formes d'energia.

## Història

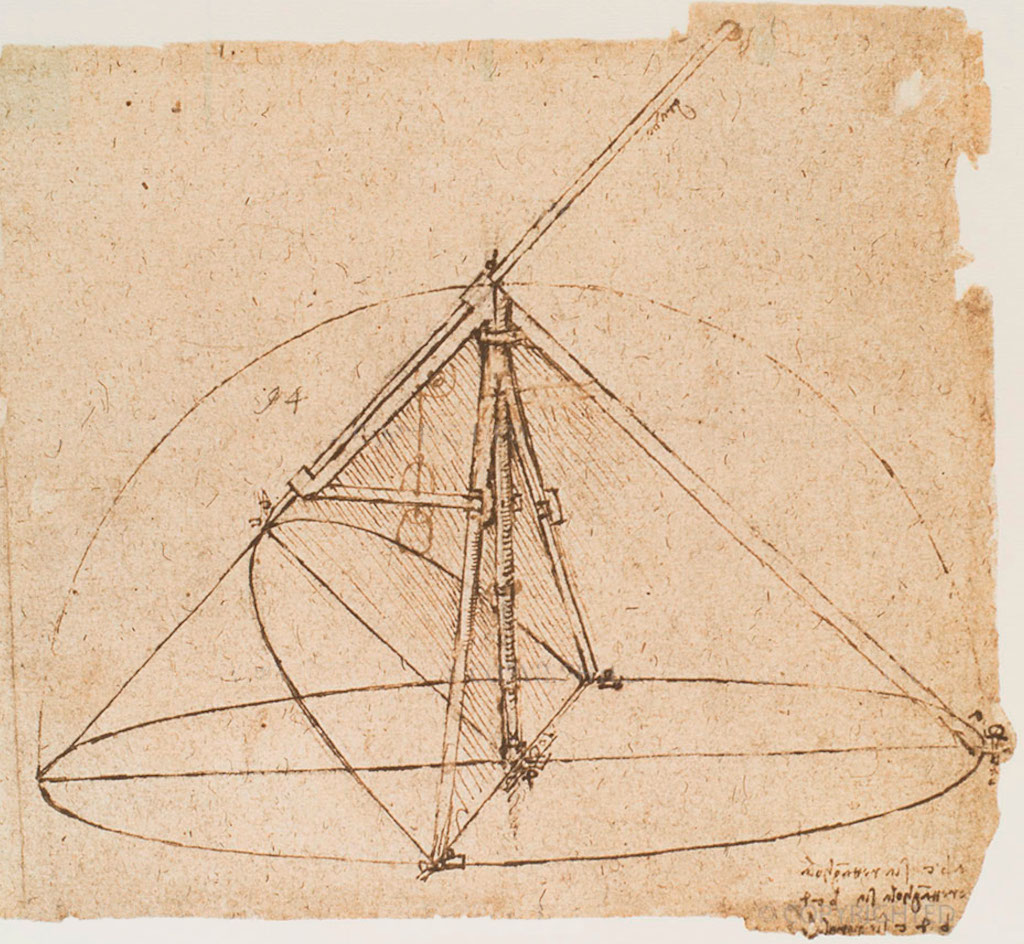
Brúixola parabòlica dissenyada per Leonardo da Vinci

El primer treball conegut sobre seccions còniques va ser de Menacme al segle iv aC. Va descobrir una manera de resoldre el problema de duplicar el cub mitjançant paràboles. (La solució, però, no compleix els requisits de la construcció amb regle i compàs.) L'àrea tancada per una paràbola i un segment de línia, l'anomenat "segment de la paràbola", va ser calculada per Arquimedes pel mètode d'exhaustió al segle III aC, a la seva Quadratura de la paràbola. El nom de “paràbola” es deu a Apol·loni, que va descobrir moltes propietats de les seccions còniques. Significa “aplicació”, referint-se al concepte "aplicació d'àrees", que té una connexió amb aquesta corba, com havia demostrat Apol·loni. La propietat focus-directriu de la paràbola i altres seccions còniques es deu a Papos d'Alexandria.
Galileu va demostrar que la trajectòria d'un projectil segueix una paràbola, conseqüència de l'acceleració uniforme deguda a la gravetat.
La idea que un espill parabòlic podria produir una imatge ja era ben coneguda abans de la invenció del telescopi reflector. Els dissenys van ser proposats a principis i mitjans del segle XVII per molts matemàtics, entre ells René Descartes, Marin Mersenne, i James Gregory. Quan Isaac Newton va construir el primer telescopi reflector el 1668, va evitar l'ús d'un mirall parabòlic a causa de la dificultat de fabricació, optant per un mirall esfèric. Els miralls parabòlics s'utilitzen en la majoria dels telescopis reflectors moderns i en antenes parabòliques i receptors de radar.

## Tipus

### Lloc geomètric

La definició de la paràbola com a lloc geomètric és
| Una paràbola és el conjunt de punts que equidisten d'una recta anomenada directriu i d'un punt fix F anomenat focus, exterior a la directriu. |

Aquesta definició permet construir geomètricament els punts de la paràbola. Es parteix d'un punt T sobre la directriu, es dibuixa el segment FT i la seva mediatriu. El punt P intersecció entre aquesta mediatriu i la perpendicular a la directriu en el punt T, és un dels punts de la paràbola. Repetint el procés per a diferents punts T s'obtenen diferents punts de paràbola.

### Secció cònica

Les 4 seccions còniques

Les paràboles formen part de la família de les seccions còniques: circumferència, el·lipse, paràbola i hipèrbola.
Aquestes corbes s'obtenen com a intersecció d'una superfície cònica i un pla, variant la posició del pla respecte la secció cònica.
La intersecció és una paràbola quan el pla és paral·lel a una de les rectes generatrius. Les generatrius són les rectes la unió de les quals forma la superfície cònica.
| Una paràbola és la corba intersecció entre una superfície cònica i un pla paral·lel a una de les seves generatrius. |

#### Excentricitat 1

Representació de les còniques amb un vèrtex comú. La paràbola és la que té excentricitat e=1

La següent equació correspon a les còniques amb el vèrtex comú a l'origen (0,0) i l'eix x com a eix de simetria tal com es representa en el gràfic.
{\displaystyle y^{2}=2px+(e^{2}-1)x^{2}\qquad ,\ e\geq 0},
el paràmetre {\displaystyle e} és l'excentricitat.
- Per {\displaystyle e=0} la cònica és una circumferència.
- per {\displaystyle 0<e<1} una el·lipse.
- per {\displaystyle e=1} una paràbola i
- per {\displaystyle e>1} una hipèrbola.

Es pot considerar doncs que la paràbola és el cas límit d'una el·lipse en què un dels seus dos focus és a l'infinit.

### Funcions de 2n grau
| Una paràbola és la gràfica d'una funció polinòmica de segon grau o funció quadràtica. |

L'equació general d'aquestes funcions és un polinomi de segon grau
{\displaystyle f(x)=ax^{2}+bx+c\quad {\text{amb}}\quad a,b,c\in \mathbb {R} ,\quad a\neq 0}
Les gràfiques d'aquestes funcions amb {\displaystyle a\neq 0} són paràboles amb l'eix de simetria paral·lel a l'eix Y o eix d'ordenades.

Representació de la funció y=a x² per a diferents valors d'a

El valor del coeficient del terme de segon grau {\displaystyle a} condiciona la forma i orientació de la paràbola tal com es mostra en el gràfic. Si {\displaystyle a>0} la paràbola és oberta per la part superior i el seu vèrtex és un mínim. Si {\displaystyle a<0} la paràbola és oberta per la part inferior i el seu vèrtex és un màxim de la funció.
Els altres coeficients {\displaystyle b} i {\displaystyle c}, condicionen la posició de la paràbola.
- El punt d'intersecció de la paràbola amb l'eix Y és {\displaystyle (0,c)}

- L'eix de simetria és la recta {\displaystyle x=-{\frac {b}{2a}}} (paral·lela a l'eix Y),
- El vèrtex és el punt {\displaystyle \left(-{\frac {b}{2a}},{\frac {4ac-b^{2}}{4a}}\right)},
- Els punts d'intersecció amb l'eix X, si existeixen, són els punts {\displaystyle \left({\frac {-b+{\sqrt {b^{2}-4ac}}}{2a}},0\right)} i {\displaystyle \left({\frac {-b-{\sqrt {b^{2}-4ac}}}{2a}},0\right)}
- El focus és el punt {\displaystyle \left(-{\frac {b}{2a}},{\frac {4ac-b^{2}+1}{4a}}\right)},
- La directriu és la recta {\displaystyle y={\frac {4ac-b^{2}-1}{4a}}}.
- La longitud focal és {\displaystyle {\frac {1}{4a}}}

## Al món físic
La situació més coneguda és la trajectòria d'una partícula o cos en moviment sota la influència de la gravetat i sense resistència a l'aire. La trajectòria parabòlica dels projectils va ser descoberta experimentalment per Galileo Galilei a principis del segle xvii fent experiments amb boles rodant sobre plans inclinats. En el seu llibre Discursos i Demostracions Matemàtiques Entorn de Dues Noves Ciències ho demostra matemàticament. El centre de gravetat de l'objecte és el punt que descriu trajectòries parabòliques. Fins i tot si, mentre està en moviment, l'objecte canvia de forma com per exemple un saltador de trampolí, el centre de gravetat segueix una paràbola. La resistència de l'aire, però, fa que les trajectòries reals no siguin paràboles. La distorsió, respecte a la forma parabòlica, és important en objectes que presenten molta superfície i per a velocitats altes.
Una altra situació en què apareixen paràboles és en les òrbites de dos cossos a l'espai; per exemple, el camí d'un petit planetoide o un altre objecte sota la influència de la gravitació del Sol. La llei de la gravitació universal, de la que es dedueix que les trajectòries són còniques, va ser descrita el 1687 per Isaac Newton. De fet a la natura les òrbites són el·lipses o hipèrboles, l'òrbita parabòlica és el cas intermedi entre aquests dos tipus d'òrbita ideal. Un objecte que segueix una òrbita parabòlica viatjaria a la velocitat exacta d'escapament de l'objecte que orbita; Els objectes en òrbites el·líptiques o hiperbòliques viatgen per sota o per sobre de la velocitat d'escapament, respectivament. Els cometes periòdics, per exemple, tenen trajectòries el·líptiques de gran excentricitat, que els retornen a la rodalia del Sol. Però si són pertorbats en passar a prop d'un planeta o per altres causes, llavors la seva trajectòria pot convertir-se en parabòlica i escapar-se per tant de la gravetat solar.
Els cables principals de sosteniment dels ponts penjants són corbes intermèdies entre una paràbola i una catenària. Tot i que la forma catenària és la que adopta un cable en suspensió entre els seus dos extrems, sota la influència d'una càrrega uniforme com una plataforma horitzontal, la forma del cable es transforma en paràbola.
La propietat reflectora dels paraboloides comporta múltiples aplicacions pràctiques. Les antenes i miralls parabòlics de recepció concentren la llum o altres formes de radiació electromagnètica en un punt focal comú o, al contrari, els miralls dels fars i antenes de transmissió dirigeixen la llum generada des d'una font puntual situada al focus en un feix paral·lel. El principi del reflector parabòlic podria haver estat descobert al segle III aC per Arquimedes, que, segons una llegenda dubtosa, va construir miralls parabòlics per concentrar els raigs solars i encendre naus romanes en la defensa de Siracusa. El segle xvii els primers telescopis reflectors ja varen utilitzar miralls còncaus. El 1668 Issac Newton va construir el primer telescopi reflector pràctic amb mirall parabòlic.
Les ones sonores també són reflectides per les superfícies polides, els micròfons parabòlics utilitzen aquesta propietat per concentrar, amplificar i recollir en un punt els sons provinents d'una direcció específica.
Les superfícies dels líquids sotmesos a rotació al voltant d'un eix, a causa de la força centrífuga, adopten la forma de paraboloide. Aquest és el principi dels telescopis de mirall líquid.
Els avions experimentals que adopten una trajectòria parabòlica de descens seguint la trajectòria de caiguda lliure provoquen, durant breus períodes la sensació d'ingravidesa.

## Galeria d'imatges

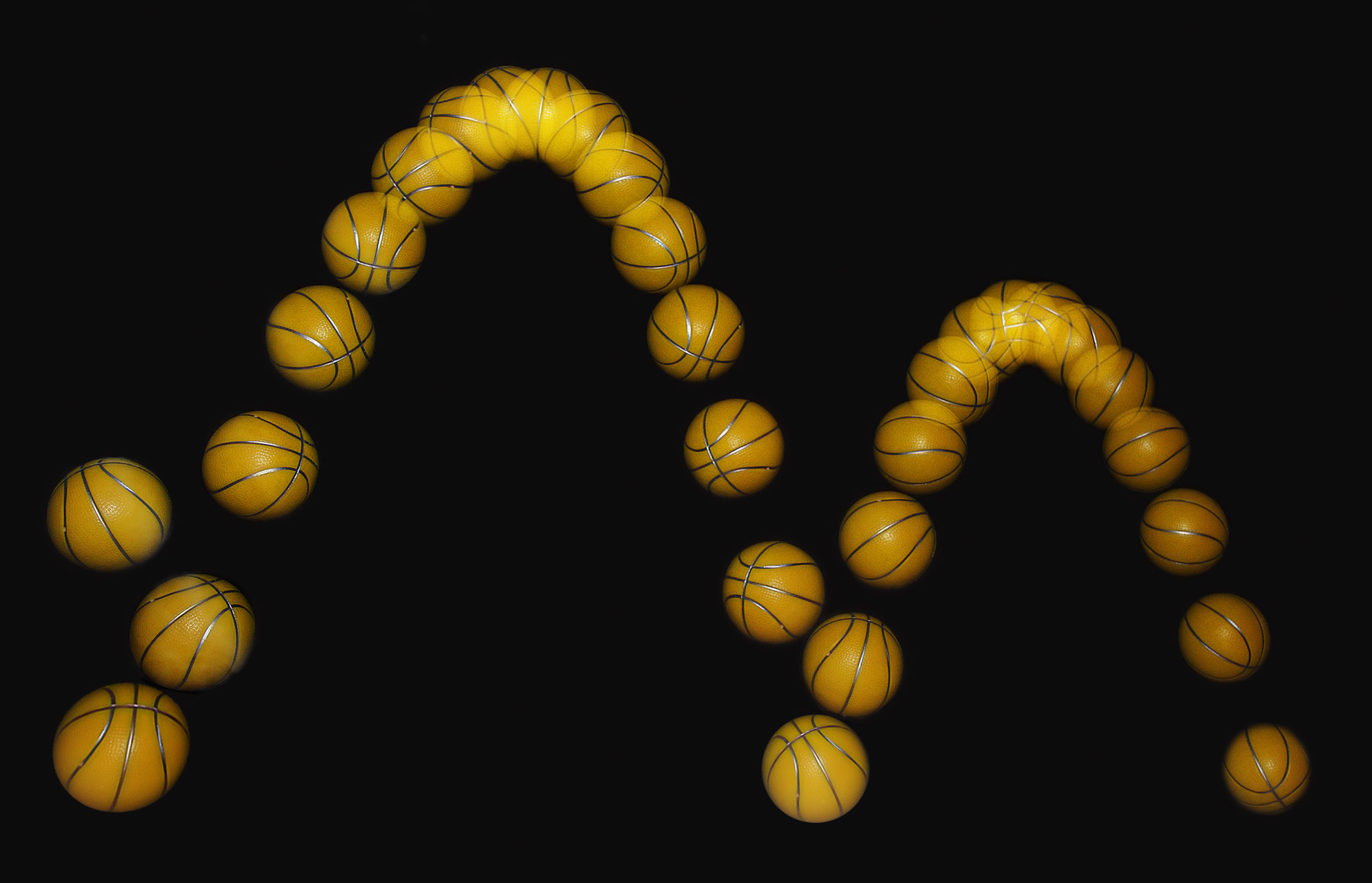
El rebot d'una pilota capturada amb un flaix estroboscòpic de 25 imatges per segon. La deformació de la pilota a cada rebot i la resistència de l'aire fan desviar la trajectòria de la paràbola ideal.
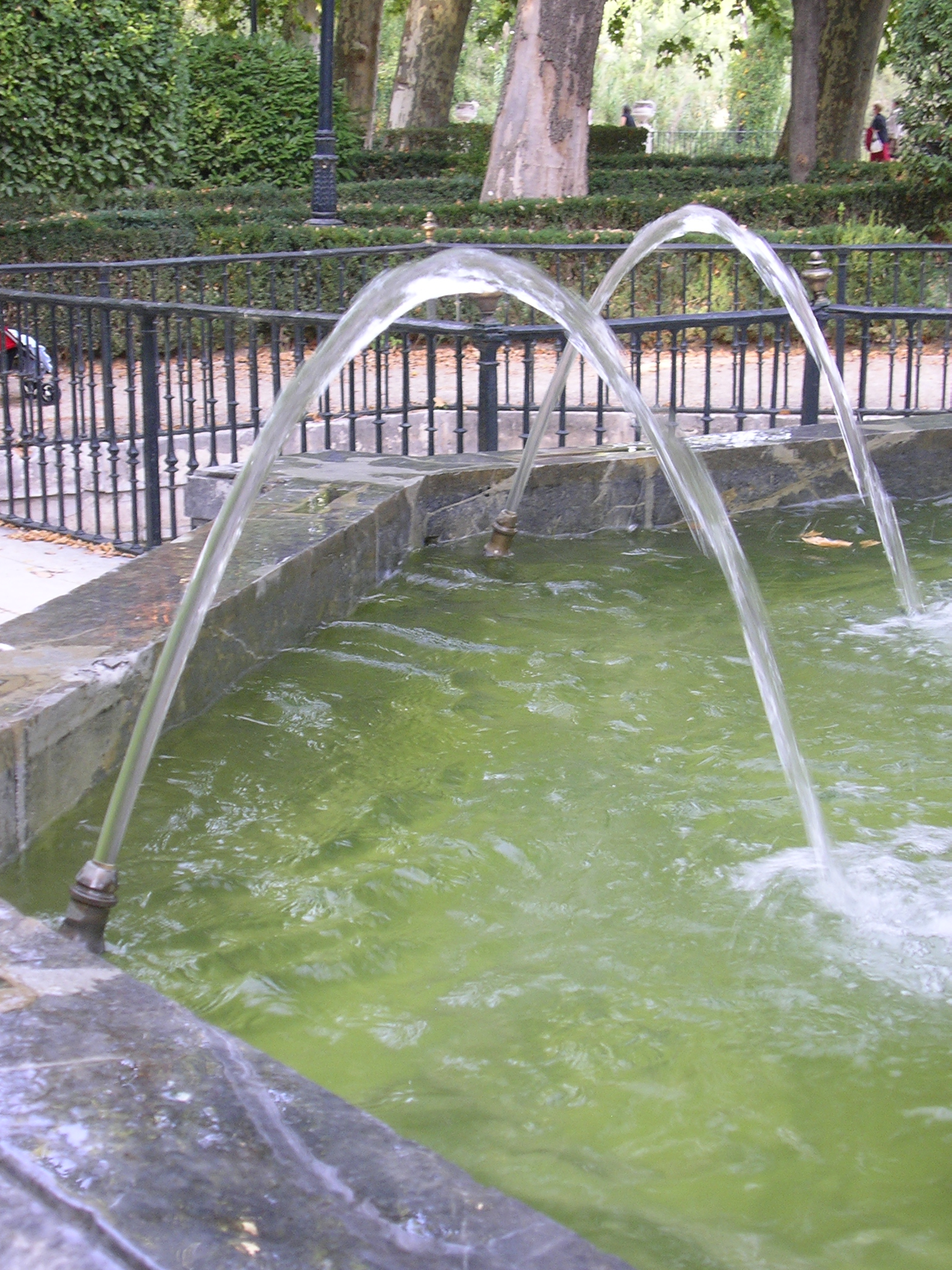
Trajectòries parabòliques de l'aigua a una font.
La trajectòria (en vermell) del Cometa Kohoutek en el seu pas pel sistema solar intern mostrant una forma propera a una paràbola. L'òrbita blava correspon a la Terra.
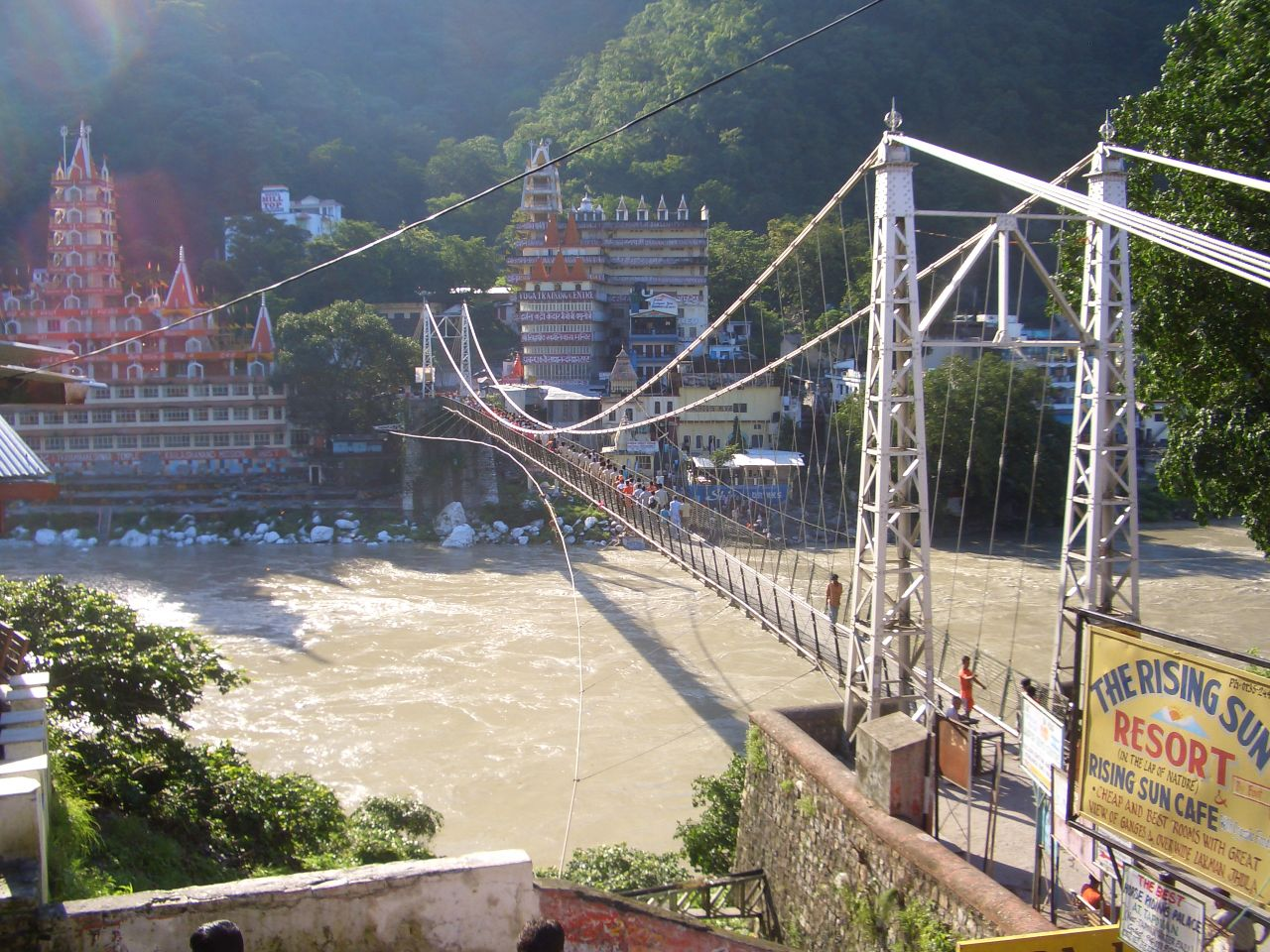
Els cables de suspensió d'un pont penjat adopten una forma intermèdia entre paràbola i catenària.
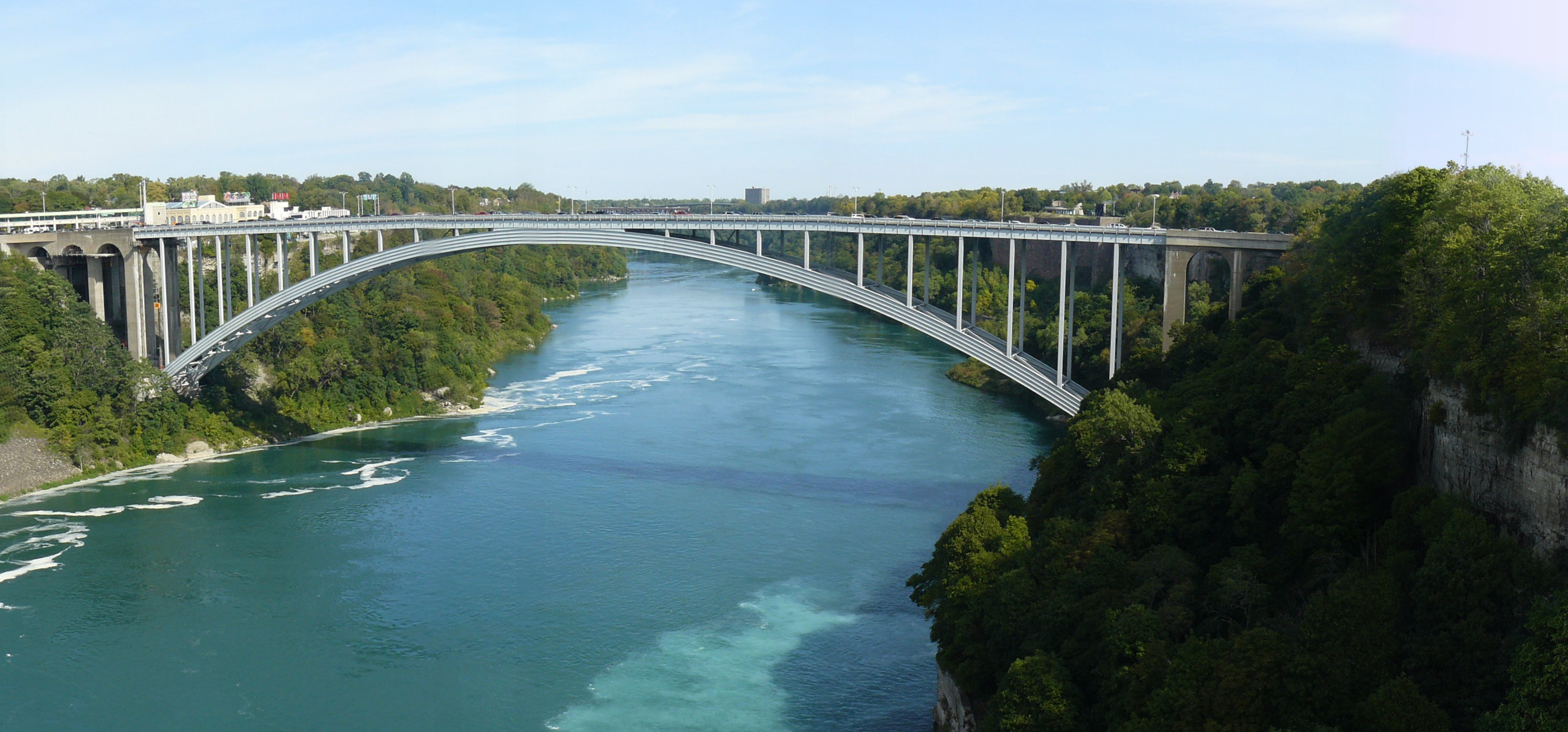
El Rainbow Bridge sobre el riu Niàgara, que connecta el Canada i els Estats Units. L'arc de l'estructura és parabòlic.
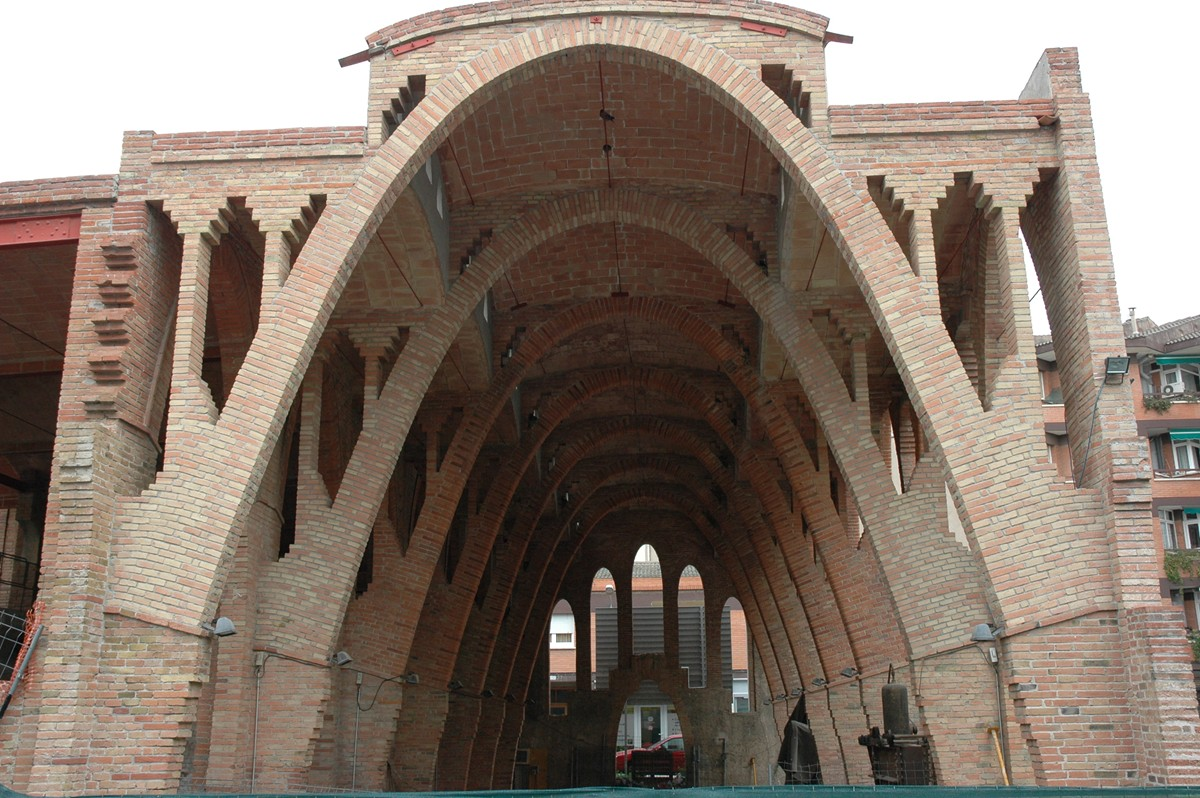
El celler de Sant Cugat del Vallès, una mostra de la utilització d'arcs parabòlics en arquitectura.
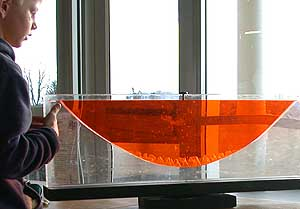
La forma parabòlica que adopta una superfície líquida sota l'efecte de rotació.
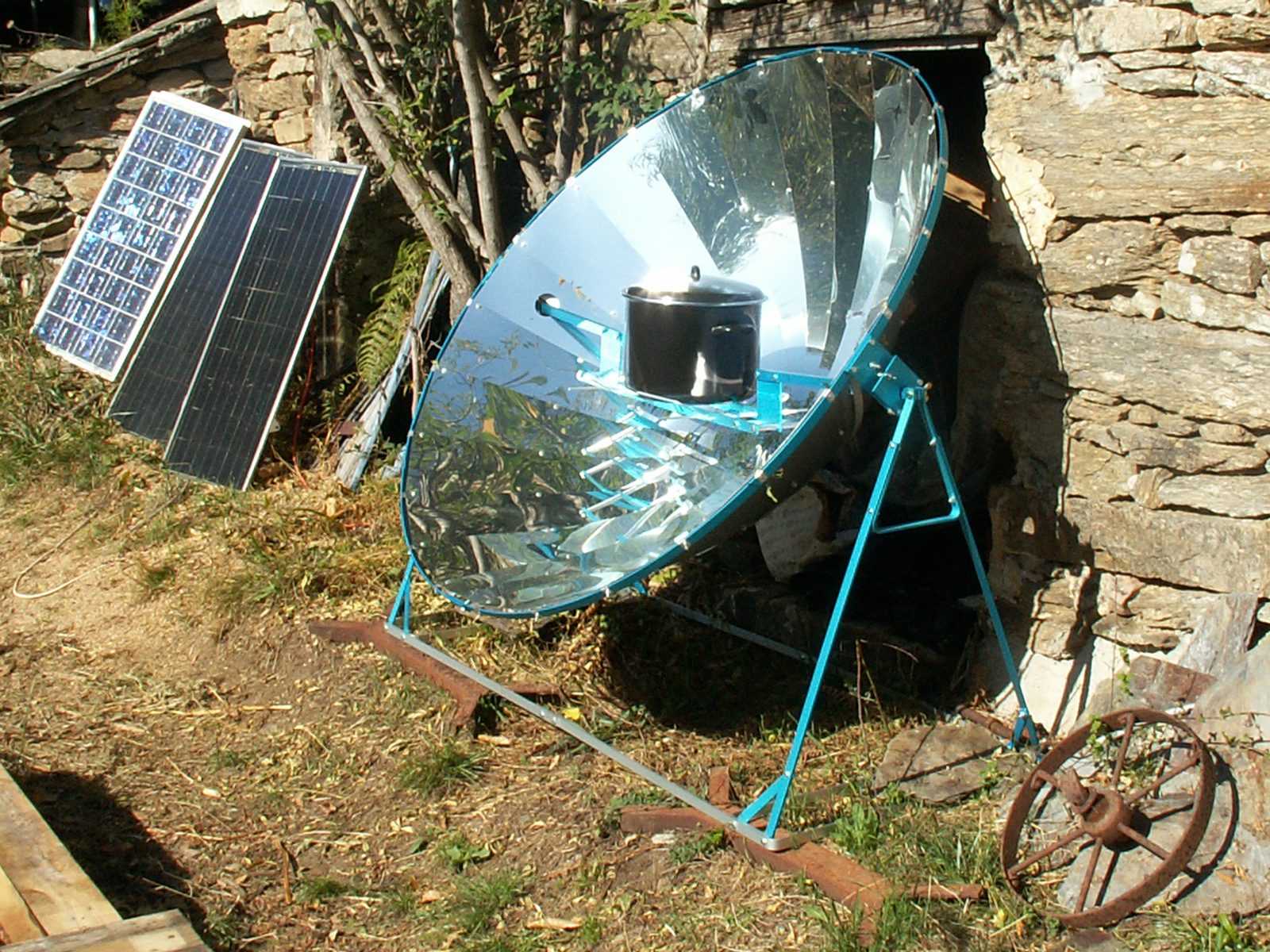
Cuina solar. Amb un mirall parabòlic s'aconsegueixen concentrar els raigs solars i assolir temperatures de cocció.
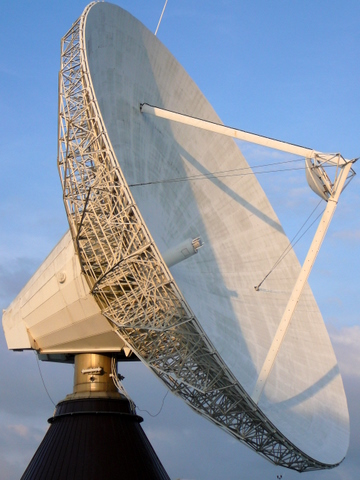
Antena de recepció parabòlica
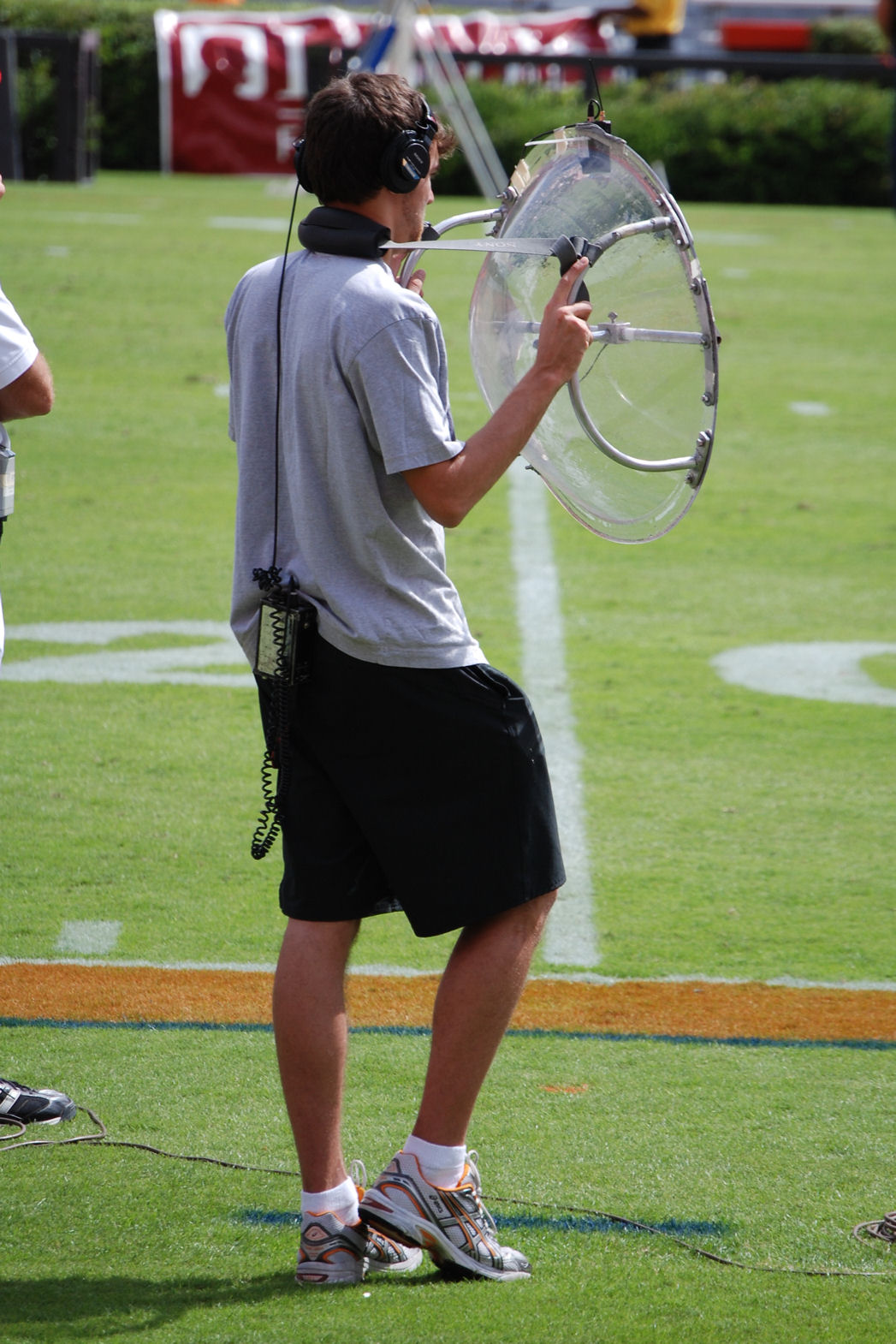
Micròfon direccional. En aquest cas la paràbola reflectora és de plàstic transparent.
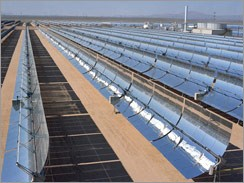
Conjunt de miralls parabòlics per a recollir energia solar.
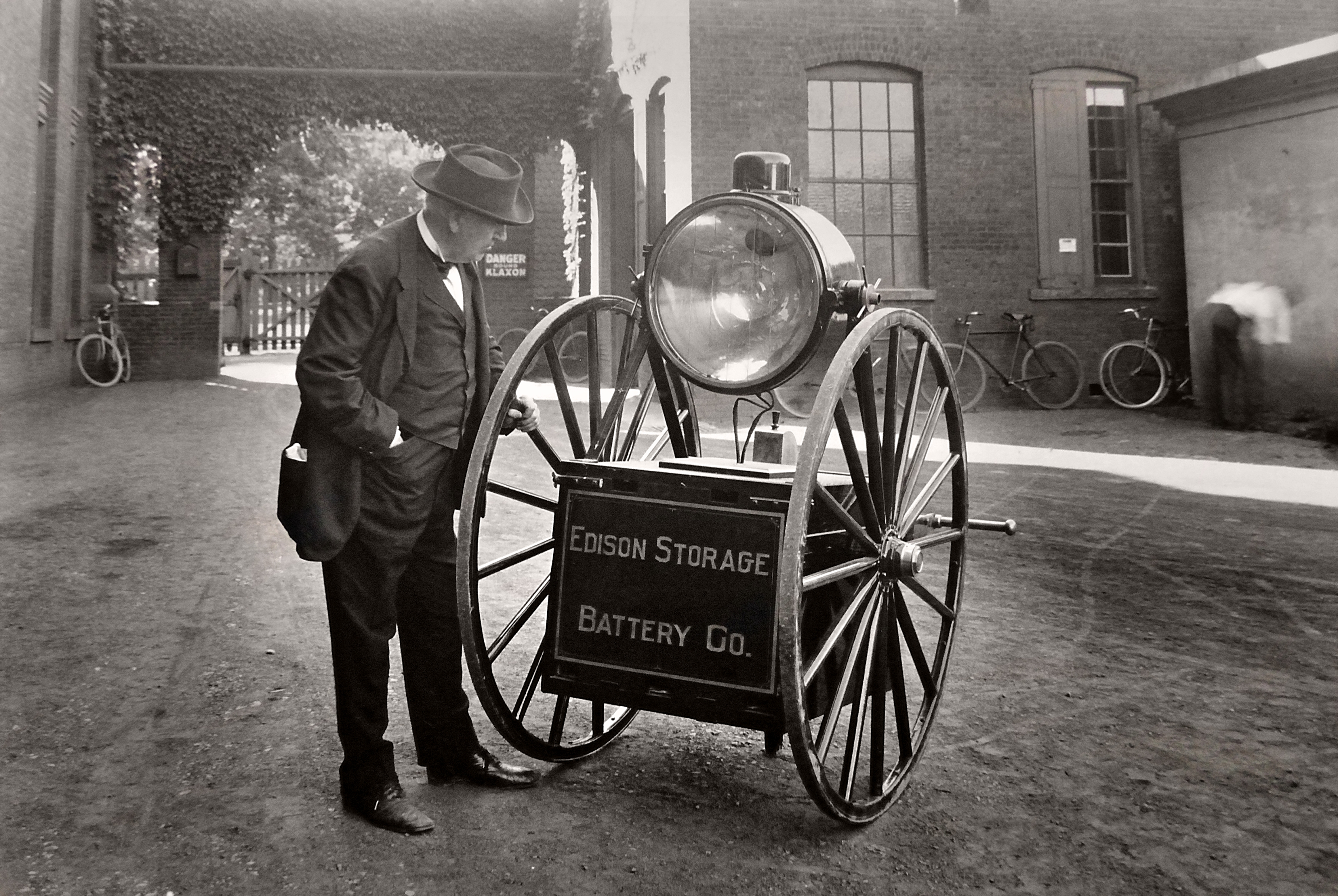
Focus històric d'Edison amb un mirall parabòlic reflector.
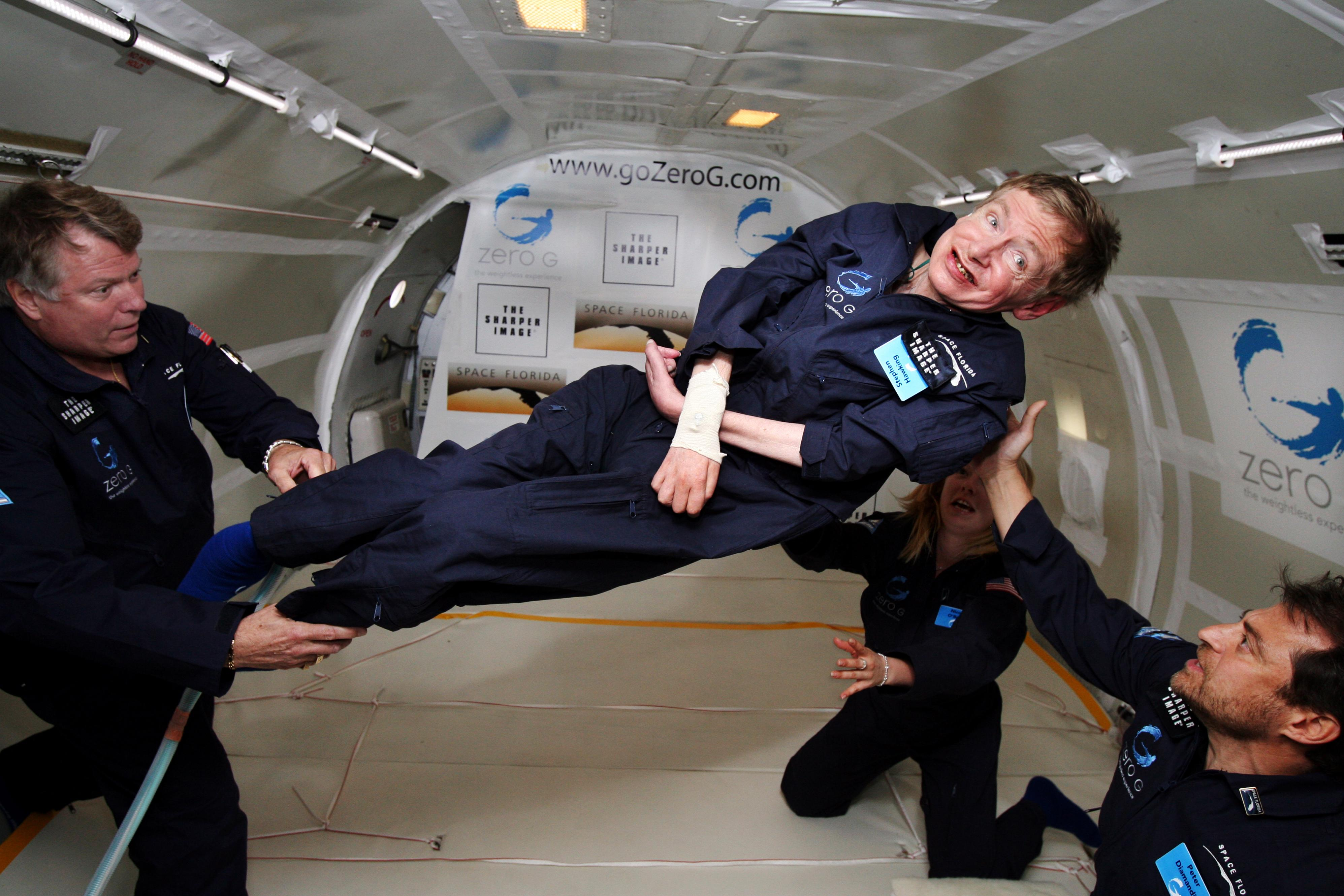
El físic Stephen Hawking en un avió en trajectòria parabòlica per simular la ingravidesa.